# 素叻他尼府治縣
素叻他尼府治縣（泰語： 發音：[mɯ̄a̯ŋ sù.râːt tʰāː.nīː]），素叻他尼稱班敦縣（บ้านดอน），是泰國南部素叻他尼府的府治縣，亦即該府的行政中心。

## 歷史
在拉瑪五世的統治之前，此處是造船業的中心，負責建造軍艦和皇家駁船。
由於素叻他尼府曾經名猜耶府，猜耶縣就是府治縣（Mueang Chaiya），在1915年拉瑪六世遷都到萬倫縣，他本人不喜歡萬倫之名，又該名為「猜耶」，然後把本來的猜耶改為「噗惊」（Mueang Pumriang），但民俗有抗議，後來在1917年，國王改府但名字為「素叻他尼府」，又改「萬倫縣」名為「素叻他尼府治縣」為了因應所有府的府治名稱都應與該省名稱相對應。
在素叻他尼人的眼中，素叻他尼府治縣是從檳城遷移過來的福建人的住所，因為1909年英國－暹羅條約的結果，此外，儘管南部泰語是素叻他尼府的主要語言，但檳城福建人卻語言替換為首都話，故素叻他尼府治縣是唯一中部泰語為主的區，所以素叻他尼人說本縣是唐人街不承認是府治縣，而說猜耶縣才是真正的府治縣。

## 行政

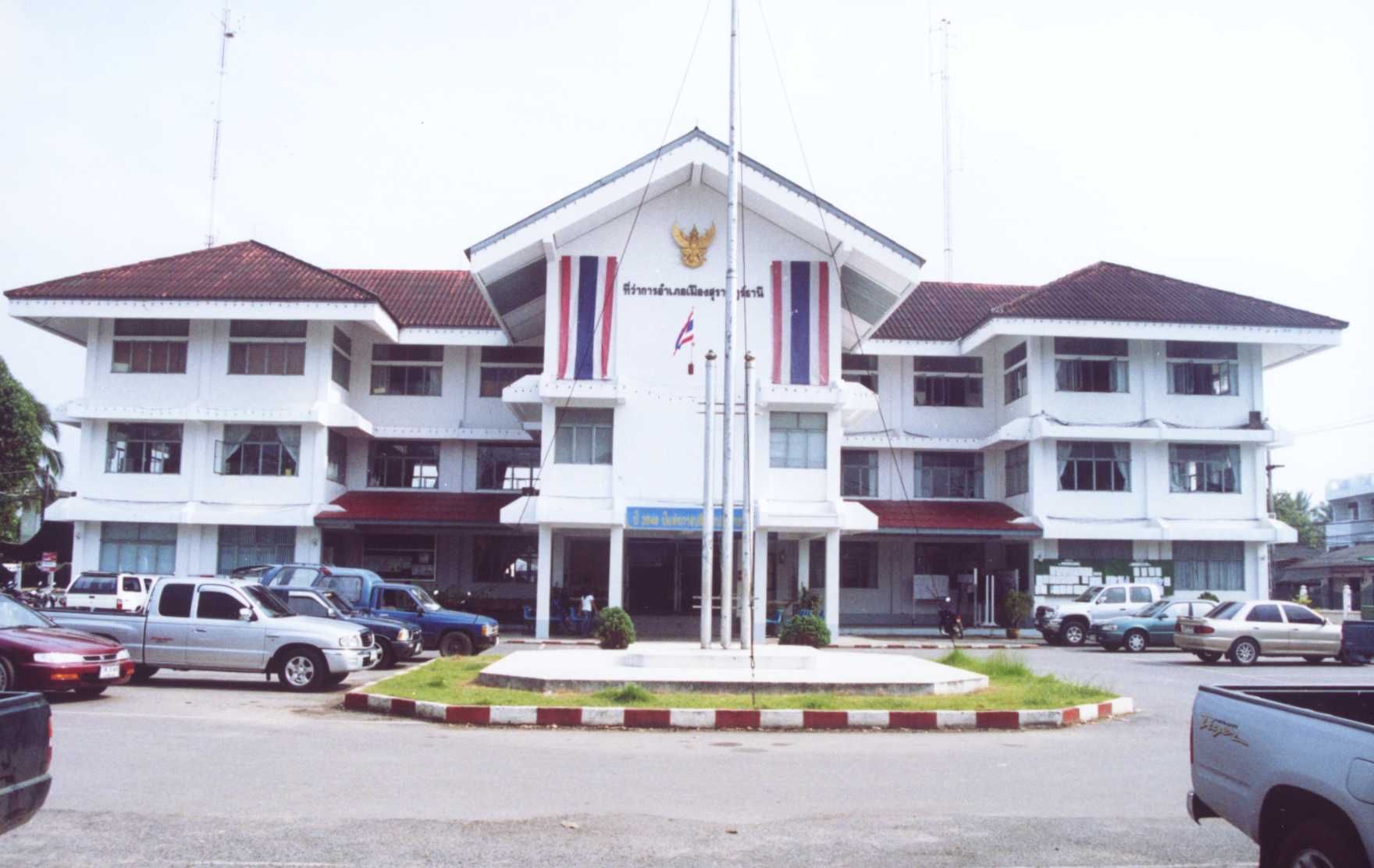
素叻他尼府治縣縣府

素叻他尼府治縣下分11個區（／tambon），區下又共有70個村（／muban）。
| 編號 | 名稱   | 泰語名稱        | 村數量 | 人口   |
| ---- | ------ | --------------- | ------ | ------ |
| 01   | 達叻   | ／Talat         | -      | 29,112 |
| 02   | 瑪坎迭 | ／Makham Tia    | 08     | 70,974 |
| 03   | 瓦巴杜 | ／Wat Pradu     | 10     | 14,675 |
| 04   | 坤他萊 | ／Khun Thale    | 10     | 12,634 |
| 05   | 邦拜邁 | ／Bang Bai Mai  | 05     | 03,172 |
| 06   | 邦差那 | ／Bang Chana    | 06     | 03,128 |
| 07   | 空內   | ／Khlong Noi    | 09     | 03,645 |
| 08   | 邦賽   | ／Bang Sai      | 04     | 01,873 |
| 09   | 邦朴   | ／Bang Pho      | 05     | 01,837 |
| 10   | 邦功   | ／Bang Kung     | 05     | 26,944 |
| 11   | 空差那 | ／Khlong Chanak | 08     | 04,208 |

## 外部鏈結
- amphoe.com